# Captain Nemo and the Underwater City
Captain Nemo and the Underwater City is een Britse film uit 1969, losjes gebaseerd op het verhaal Twintigduizend mijlen onder zee van Jules Verne. Robert Ryan vertolkt de hoofdrol
De film is aan te zien voor een vervolg op zowel de film 20,000 Leagues Under the Sea als Mysterious Island.

## Plot
Bij aanvang van de film zit een schip vast in een storm. Het zinkt en enkele passagiers slaan overboord. Ze worden gered door een groep duikers, die hen meenemen naar een duikboot. Dit blijkt de Nautilus te zijn. De Nautilus zet koers naar een onderwaterstad geleid door kapitein Nemo.
De stad blijkt een utopie. De bevolking leeft er al lange tijd zonder enige vorm van oorlog of criminaliteit.
Nemo vertelt de zojuist gearriveerde schipbreukelingen dat ze de stad niet kunnen verlaten. De enigen die dit accepteren zijn een jongen en zijn moeder. De anderen willen zo snel mogelijk weg. Een van de overlevenden is een ambassadeur van de Amerikaanse overheid, die zo snel mogelijk naar het Verenigd Koninkrijk moet voor een belangrijke missie.
Gedurende hun eerste drie dagen in de stad ontdekken de schipbreukelingen dat de machines die voor zuurstof en drinkwater zorgen als bijproduct goud produceren. Twee van hen willen ontsnappen met zo veel mogelijk goud. Een ander probeert Nemo te dwingen hen te laten gaan door de levensvoorzieningen van de stad te saboteren.

## Cast
| Acteur                | Personage             |
| --------------------- | --------------------- |
| Robert Ryan           | Captain Nemo          |
| Chuck Connors         | Senator Robert Fraser |
| Nanette Newman        | Helena Beckett        |
| Luciana Paluzzi       | Mala                  |
| John Turner           | Joab                  |
| Bill Fraser           | Barnaby Bath          |
| Kenneth Connor        | Swallow Bath          |
| Allan Cuthbertson     | Lomax                 |
| Christopher Hartstone | Phillip Beckett       |
| Ian Ramsey            | Adam                  |
| John Moore            | Skipper               |
| Anthony Bailey        | Sailor                |
| Alan Barry            | Sailor                |
| Vincent Harding       | Mate Navigator        |